# 기사카타정
기사카타정(新設合併) 아키타현 남쪽 끝에 위치했고, 동해에 접했던 정이다.
2005년 10월 1일, 유리군 고노우라정, 니카호정과 합병해 니카호시가 되었다. 정사무소는 시청이 되었고 또한 합병 후엔 기사카타초로서 정명이 남아있다. 

## 역사
- 1889년 4월 1일 - 정촌제 시행과 함께 시오코시촌, 가미하마촌, 가미고촌이 성립하였다.
- 1896년 9월 30일 - 시오코시촌이 정으로 승격과 동시에 기사카타정으로 개칭하였다.
- 1921년 6월 15일 - 고노우라정과 경계를 변경하였다.
- 1955년 3월 31일 - 가미하마촌, 가미고촌과 합병해 기사카타정이 되었다.
- 2005년 10월 1일 - 니카호정, 고노우라정과 합병해 니카호시가 되었다.

## 교통

### 철도
- 동일본 여객철도 우에쓰 본선

### 도로
- 국도 7호선